# Saint-Jean-Saint-Germain

Saint-Jean-Saint-Germain este o comună în departamentul Indre-et-Loire, Franța. În 1 ianuarie 2022 avea o populație de 746 de locuitori.